# Дяченко Катерина Володимирівна
Катерина Володимирівна Дяченко (рос. Екатери́на Влади́мировна Дьяче́нко; нар. 31 серпня 1987 року, Санкт-Петербург, Росія) — російська фехтувальниця (шабля), олімпійська чемпіонка 2016 року в командній шаблі, дворазова чемпіонка світу та п'ятиразова чемпіонка Європи, призерка чемпіонатів світу та Європи.

## Виступи на Олімпіадах
| Олімпіада  | Дисципліна          | Місце |
| ---------- | ------------------- | ----- |
| Пекін 2008 | індивідуальна шабля | 9     |
| Пекін 2008 | командна шабля      | 5     |
| Ріо 2016   | індивідуальна шабля | 5     |
| Ріо 2016   | командна шабля      | 1     |